# Temple de Dionís (Pèrgam)
El Temple de Dionís fou un antic temple grec dedicat a Dionís a Pèrgam, a Anatòlia, a l'actual Turquia. Les ruïnes se'n troben a l'Acròpoli de Pèrgam, que forma part del Patrimoni de la Humanitat de la UNESCO de Pèrgam i el seu paisatge cultural d'estrats múltiples.

## Història
Es va construir en el període hel·lenístic, al voltant del 100 abans de la nostra era, tot i que sembla que va quedar parcialment inacabat. El culte a Dionís era un dels més importants a Pèrgam, ja que els governants atàlides de la ciutat es consideraven descendents de Dionisos Categemon ('Dionís que guia') i Hèracles. S'ha suggerit que el dissenyador del temple pogué ser Hermògenes de Priene, que va dissenyar a Teos el Temple de Dionís i, a Pèrgam, si més no, el segon Temple de Dionís de la ciutat, a prop del Santuari de Demèter i Persèfone.

## Descripció

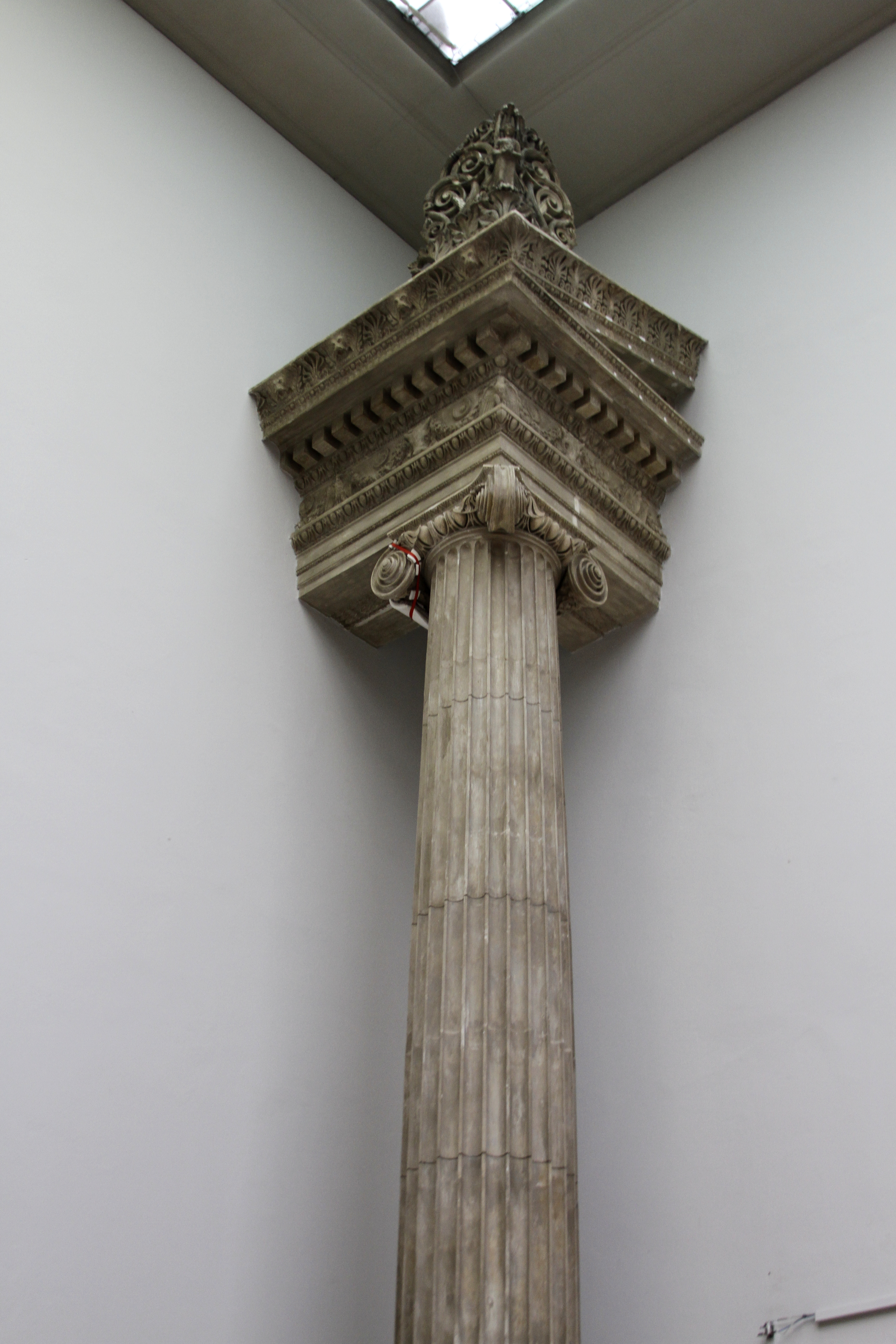
El pilar restaurat del cantó del temple

El temple era d'estil jònic. Es trobava a l'extrem nord d'un llarg terraplé en forma de carrer d'uns 246,5 m de llargada i 17,4 m d'amplària, enfront del Teatre de Pèrgam. El temple es va construir sobre uns fonaments elevats d'uns 18,5 × 27 m, amb una escalinata de 28 graons de 4,5 m d'alçada.
Feia uns 13,2 m × 21,6 m. Tenia un pròstil format per dues fileres de quatre columnes (tetràstil) i darrere un naos. L'altura de les columnes era d'uns 11 m. A dins n'hi havia una estàtua de culte al déu, el pedestal del qual s'ha conservat. La grandària del temple el fa el major temple pròstil conegut construït en època hel·lenística.
El pilar del cantó esquerre i part de l'entaulament, la teulada i la decoració del acroteri de la façana han estat traslladats al Museu de Pèrgam de Berlín.